# 刹那
刹那（せつな、サンスクリット: क्षण）は、仏教思想において、人間の認識領域を超えた一瞬の間のこと。刹那はサンスクリット語の音写であり、念、念念等と漢訳される。
刹那は、西洋近代の時間の観念である直線的時間上の点時刻である「瞬間」とは異なる概念であり、刹那と瞬間は異なる背景を持つ異質な用語であるが、今日では刹那に瞬間という用語のイメージがオーバーラップしており、「極めて短い時間」「瞬間」「最も短い時間の単位」等と説明されることが多い。
仏教の基礎経験である無常と結びついた概念であり、刹那という用語は刹那生滅（刹那滅）、刹那無常と不可分に用いられる。刹那生滅とは、一切の行（サンカーラ、つくられたもの、有為の世界、有為法）は無常であるという原始仏教以来の諸行無常の教理を理論化したもの、無常の理論であり、「諸法はただ一刹那のみ存在して滅する」とする説である。

## 刹那の長さ
刹那の長さについては、指をひとはじきする（1弾指）間に65刹那あるなど諸説ある。
極めて短い時間を念といい、一刹那、または60刹那、または90刹那などを一念とする。
また現代的解釈では、1刹那は1/75秒に対応するという解釈もある。
なお、物理学的な意味での「最も短い時間」（時間の最小の単位）は、2020年9月現在プランク時間とされている。

## 有為法
仏教においては、因縁によって起こるもの（サンカーラ）の変質する時間を示す単位である。
アビダンマッタ・サンガハでは、生（Uppāda）・住（ṭhiti）・滅（bhaṅga）それぞれを１刹那として、３刹那を「１心刹那（citta-kkhaṇaṃ）」単位と定義した。
説一切有部では、人間の意識は一刹那の間に生成消滅（刹那生滅）を繰り返す心の相続運動であるとする。それについて曹洞宗の道元は、『正法眼蔵』の「発菩提心」巻で、悟りを求める意志も、悟りを開こうとするのもその無常性を前にするからであり、常に変化するからこそ、悪が消滅し、善が生まれるのであると説く。